# Caj Malmberg
Pour les articles homonymes, voir Malmberg.
Caj Johannes Malmberg est un lutteur finlandais né le 24 janvier 1948 à Helsinki.

## Palmarès

### Championnats d'Europe
- Médaille de bronze en lutte gréco-romaine dans la catégorie des moins de 90 kg en 1973 à Helsinki